# Boiga nigriceps
Boiga nigriceps là một loài rắn trong họ Rắn nước. Loài này được Günther mô tả khoa học đầu tiên năm 1863.
Loài B. nigriceps đến từ Đông Nam Á. Chúng là một loài rắn lớn; con trưởng thành có thể đạt đến chiếu dài 1,75 m (5+1⁄2 ft).